# Cynthia myrinna
Cynthia myrinna är en fjärilsart som beskrevs av Doubleday 1849. Cynthia myrinna ingår i släktet Cynthia och familjen praktfjärilar. Inga underarter finns listade i Catalogue of Life.